# Reina Mercedes (1887)
Il Reina Mercedes è stato un incrociatore non protetto della Armada Española in servizio tra il 1892 e il 7 luglio 1898, data della sua cattura da parte degli americani a Santiago di Cuba, nel corso della guerra ispano-americana. Recuperato fu successivamente immesso in servizio come nave caserma presso l'Accademia Navale di Annapolis con la sigla IX-25, venendo infine radiata nel 1957.

## Storia

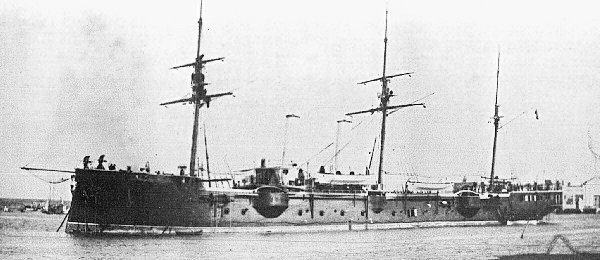
L'incrociatore non protetto Reina Mercedes.

Terza unità della classe Alfonso XII, progettata dall'ingegnere navale Tomás de Tallerie, la costruzione dell'incrociatore di prima classe non protetto Reina Mercedes fu ordinata il 14 ottobre 1880 presso l'arsenale navale di Cartagena, e l'unità fu impostata il 2 luglio 1881 e varata il 12 settembre 1887. Il Reina Mercedes, così denominato in onore della regina Mercedes d'Orléans, prima moglie del re Alfonso XII, iniziò le prove in mare nell'ottobre 1892. La costruzione dei tre incrociatori della classe si prolungò per molto tempo a causa della mancanza di materiali, e queste navi soffrirono sempre di problemi al loro apparato propulsore.

## Descrizione tecnica
Il Reina Mercedes era un incrociatore protetto che dislocava 3.900 tonnellate a pieno carico, era lungo 97,3 m, largo 15,4 m, e con un pescaggio di 8,92 m a pieno carico. L'apparato propulsivo si basava su una 1 motrici alternativa con una potenza indicata di 4.100 CV, che muoveva una elica. La dotazione di carbone era pari a 670 tonnellate. Per la propulsione ausiliaria vi erano tre alberi per una superficie velica complessiva di 1.725 m². La velocità massima raggiungibile era pari a 17 nodi a tutta forza con una autonomia massima di 9.600 miglia nautiche.  L'armamento principale si basava su 6 cannoni in impianti singoli González Hontoria da 160 mm, montati lateralmente, 2 cannoni Nordenfelt da 57, 3 cannoni Nordenfelt da 42 mm, 6 cannoni a canne rotanti Hotchkiss da  37 mm, 2 mitragliatrici, e 5 tubi lanciasiluri da 356 mm.

## Impiego operativo

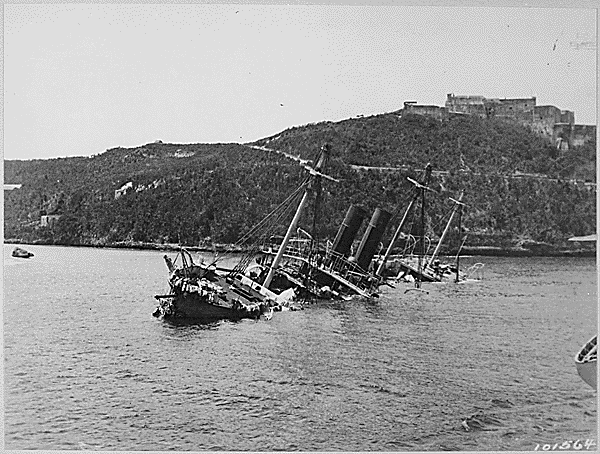
Il relitto del Reina Mercedes dopo il suo autoaffondamento.

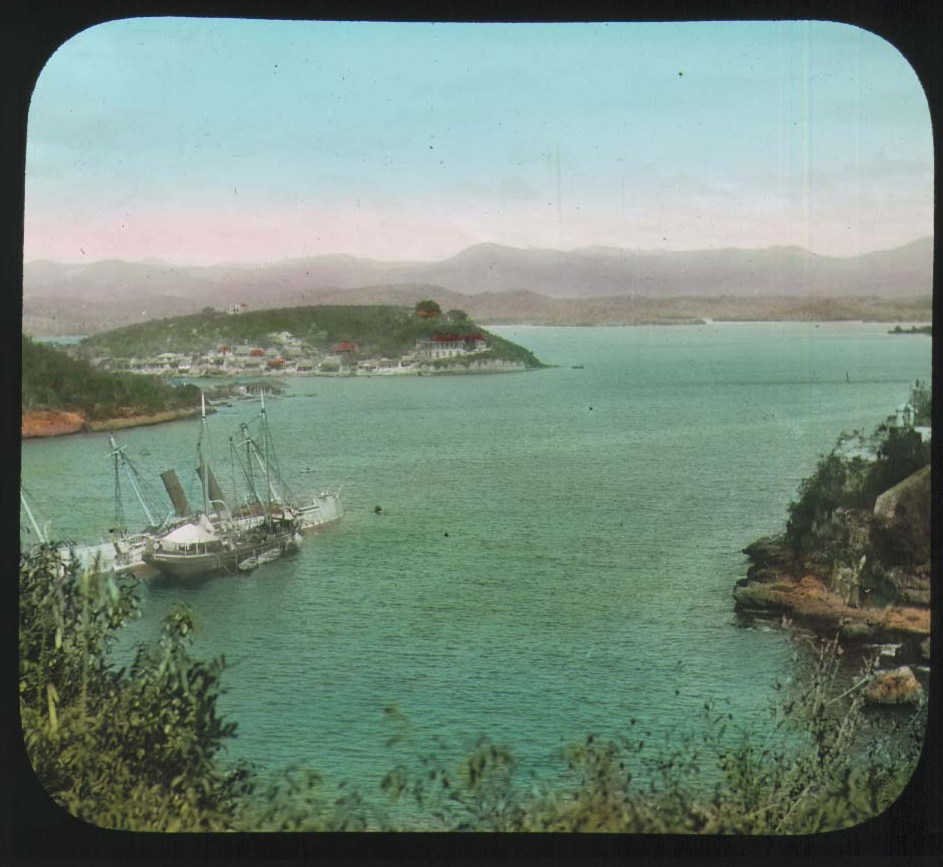
Le prime operazioni di recupero dell'unità.

Nell'ottobre 1893 fu assegnato alla Escuadra de Instrucción al comando del contrammiraglio Zoilo Sánchez Ocaña, partecipando il giorno 16 alle manovre navali al largo di Santa Pola. Vicino ad Alicante. Poi in seguito allo scoppio di una rivolta nel territorio del Rif, la Escuadra de Instrucción, composta dalla nave da battaglia Pelayo, dagli incrociatori Reina Regente, Alfonso XII, Reina Mercedes, Isla de Cuba, dal cacciatorpediniere Destructor e dalle torpediniere Barceló, Rayo, Rigel, Ariete e Habana, si portò al largo delle coste del Marocco. Dopo aver eseguito alcuni bombardamenti contro le posizioni dei ribelli, il Reina Marcedes si portò subito nel porto tedesco di Brema dove imbarcò 10.000 fucili Mauser e un milione di cartucce.
Nel 1895 l'incrociatore fu trasferito a Cuba, assegnato alla stazione navale de l'Avana. Vi arrivò il 26 febbraio 1896, dopo aver effettuato una sosta a Fort-de-France, nella Martinica. Nel marzo 1897 protesse lo sbarco delle truppe sulla spiaggia di Bañes al fine di contrastare le operazioni dei ribelli. Nel 1898, all'atto dell'inizio della guerra ispano-americana, si trovava a Santiago di Cuba assegnato alla sorveglianza portuale a causa dei danni riportati da sette delle sue caldaie. Il 31 maggio gli americani attaccarono le difese del porto bombardando il Castello del Morro e le difese costiere di La Socata che utilizzavano quattro dei suoi cannoni da 160 mm precedentemente sbarcati. Le navi spagnole all'ancora, l'incrociatore corazzato Cristóbal Colón e il Reina Mercedes aprirono subito il fuoco costringendo il nemico a ritirarsi, danneggiando un incrociatore ausiliario e lievemente la nave da battaglia Iowa. Nella notte dal 2 al 3 giugno, gli americano tentarono di bloccare l'ingresso alla baia di Santiago affondandovi il piroscafo Merrimac, che fu avvistato dalla Reina Mercedes e dal cacciatorpediniere Plutón, i quali riuscirono ad affondarlo prima che bloccasse il canale.
Il 7 giugno il Reina Mercedes fu attaccato dalle navi americane e venne colpito circa 35 volte, con la morte del vicecomandante, Emilio Acosta, e di cinque marinai, mentre un ufficiale e dieci marinai rimasero feriti. Il 4 luglio, il giorno dopo in cui era salpata la squadra navale dell'ammiraglio Pascual Cervera y Topete, alle 20:00 il Reina Mercedes si mosse a sua volta e si portò al centro del canale per autoaffondarsi e bloccare così l'ingresso della rada. L'equipaggio era formato dal suo comandante, capitano di vascello Rafael Micón, da un ufficiale, l'alfiere Nardiz, due piloti e alcuni membri dell'equipaggio rimasti a bordo volontariamente.
Poco prima della mezzanotte sull'incrociatore in manovra fu avvistato dalla corazzata Massachusetts che aprì subito il fuoco insieme alla corazzata Texas. Sebbene il Reina Mercedes abbia ricevuto molti colpi a bordo, il suo equipaggio mantenne la rotta, gettò l'ancora e fece esplodere le cariche per l'autoaffondamento, ma purtroppo l'incrociatore virò verso il bordo orientale del canale prima di affondare, fermandosi in posizione tale che non riusciva bloccare totalmente l'ingresso della rada.

### Il servizio negli Stati Uniti d'America
Catturata dagli statunitensi il 17 luglio, quando i difensori di Santiago si arresero, la nave venne rimessa a galla dall'US Navy tra il 2 gennaio e il 1 marzo 1899 a cura della società Merritt-Chapman & Scott. Danneggiata da almeno tre proiettili da 13 pollici della Massachusetts e da due da 12 pollici della Texas, la Reina Mercedes fu trasferita presso il cantiere navale di Norfolk, Virginia, arrivandovi il 27 maggio 1899. Effettuate le sommarie riparazioni la nave fu portata presso il cantiere navale di Kittery, nel Maine dove giunse il 25 agosto 1900. Fu trasformato in pontone con la rimozione dell'apparato propulsivo, e nel 1905 portato a Newport, nel Rhode Island, ancorandosi vicino alla Constellation.
All'inizio del settembre 1912 la nave ritornò a Norfolk trainata dal rimorchiatore Patuxent e della carboniera Lebanon per la sua trasformazione in nave caserma destinata a prestare servizio presso l'Accademia Navale di Annapolis con la sigla IX-25.
Nel 1920, in segno di amicizia durante una visita della corazzata spagnola Alfonso XIII ad Annapolis, la nave alzò a riva ancora una volta la bandiera spagnola. Rimase sempre ad Annapolis, ad eccezione di brevi periodi nel 1916, 1927, 1939 e 1951 quando fu rimorchiata al Norfolk Navy Yard per lavori di revisione. Nel 1957 le riparazioni necessarie al fine di mantenerla in servizio erano così elevate che alla fine si decise di venderla per demolizione. Lo IX-25 fu radiato dai ruoli della marina il 6 settembre 1957, venduta il 6 novembre e infine demolito presso la Boston Metals Co. di Baltimora, Maryland.

### Annotazioni
1. ↑  Precedentemente vi erano dei pezzi d'artiglieria obsoleti, alcuni dei quali vecchi di 300 anni.
2. ↑  L'equipaggio del piroscafo, formato dal tenente Hudson e da 7 marinai, fu catturato dagli spagnoli.

### Fonti
1. 1 2 3 4 5 6  Gardiner 1879, p. 384.
2. 1 2 3 4 5 6 7 8 9 10 11 12 13 14 15 16 17  Todoavante.
3. 1 2 3 4 5 6 7 8  Spanamwar.